# Rozpáralka
Rozpáralka je malá vesnice, část obce Týnec v okrese Klatovy v Plzeňském kraji. Nachází se asi jeden kilometr jihozápadně od Týnce. Je zde evidováno 10 adres. V roce 2011 zde trvale žilo deset obyvatel.
Rozpáralka leží v katastrálním území Týnec u Janovic nad Úhlavou o výměře 5,57 km².

## Historie
První písemná zmínka o vesnici pochází z roku 1654.

## Obyvatelstvo
| Rok            | 1869 | 1880 | 1890 | 1900 | 1910 | 1921 | 1930 | 1950 | 1961 | 1970 | 1980 | 1991 | 2001 | 2011 | 2021 |
| -------------- | ---- | ---- | ---- | ---- | ---- | ---- | ---- | ---- | ---- | ---- | ---- | ---- | ---- | ---- | ---- |
| Počet obyvatel | 17   | 16   | 12   | 18   | 18   | 23   | 17   | 9    | 9    | 10   | 11   | 12   | 10   | 10   | 11   |
| Počet domů     | 3    | 3    | 3    | 3    | 3    | 3    | 3    | 3    | 3    | 3    | 3    | 3    | 3    | 4    | 4    |

## Obecní správa
Při sčítání lidu v letech 1850–1979 Rozpáralka byla osadou obce Týnec v okrese Klatovy. Od 1. ledna 1980 do 23. listopadu 1990 byla částí města Janovice nad Úhlavou v okrese Klatovy. Od 24. listopadu 1990 je opět částí obce Týnec v okrese Klatovy.

## Fotogalerie

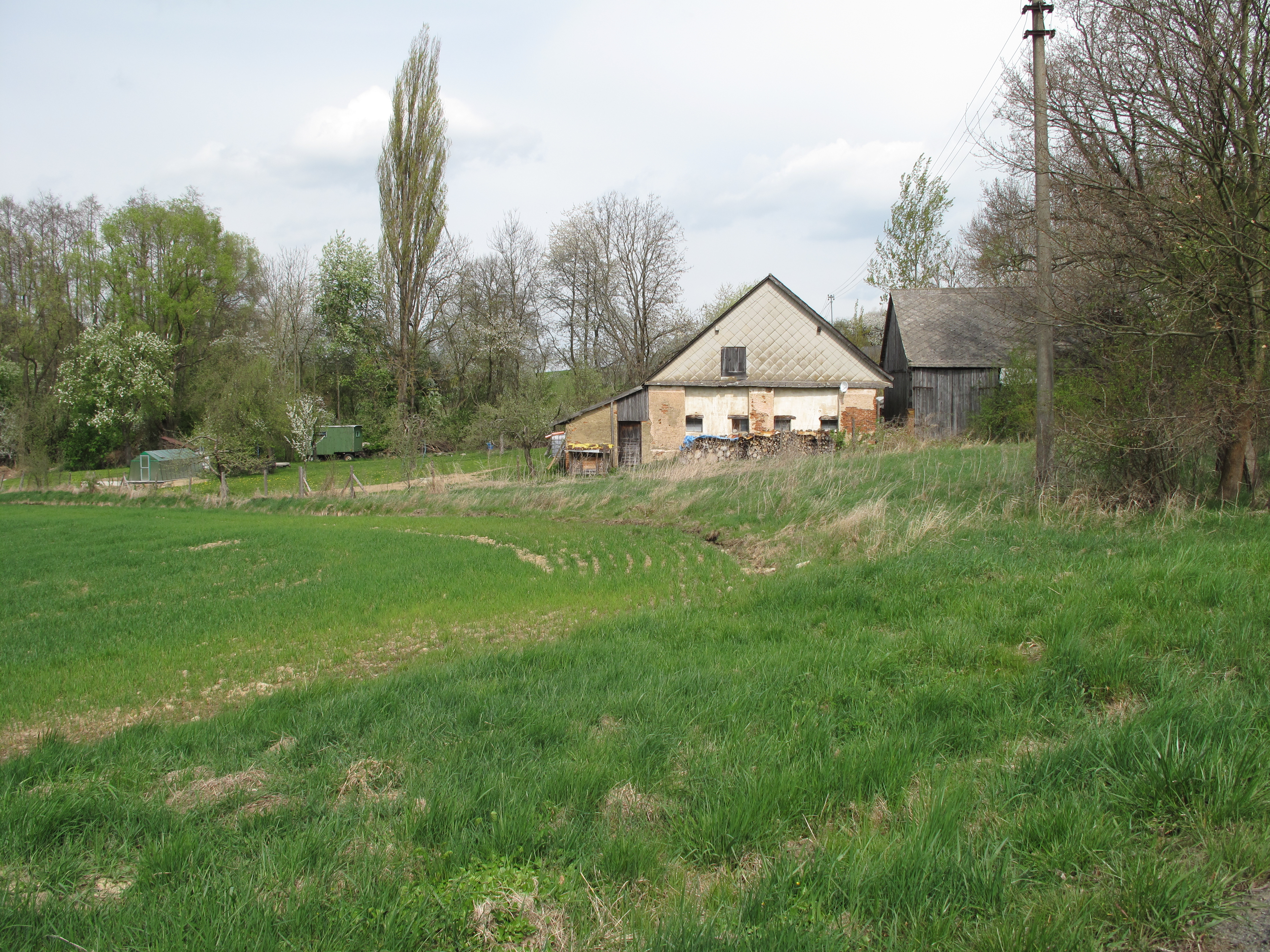
Místní usedlost
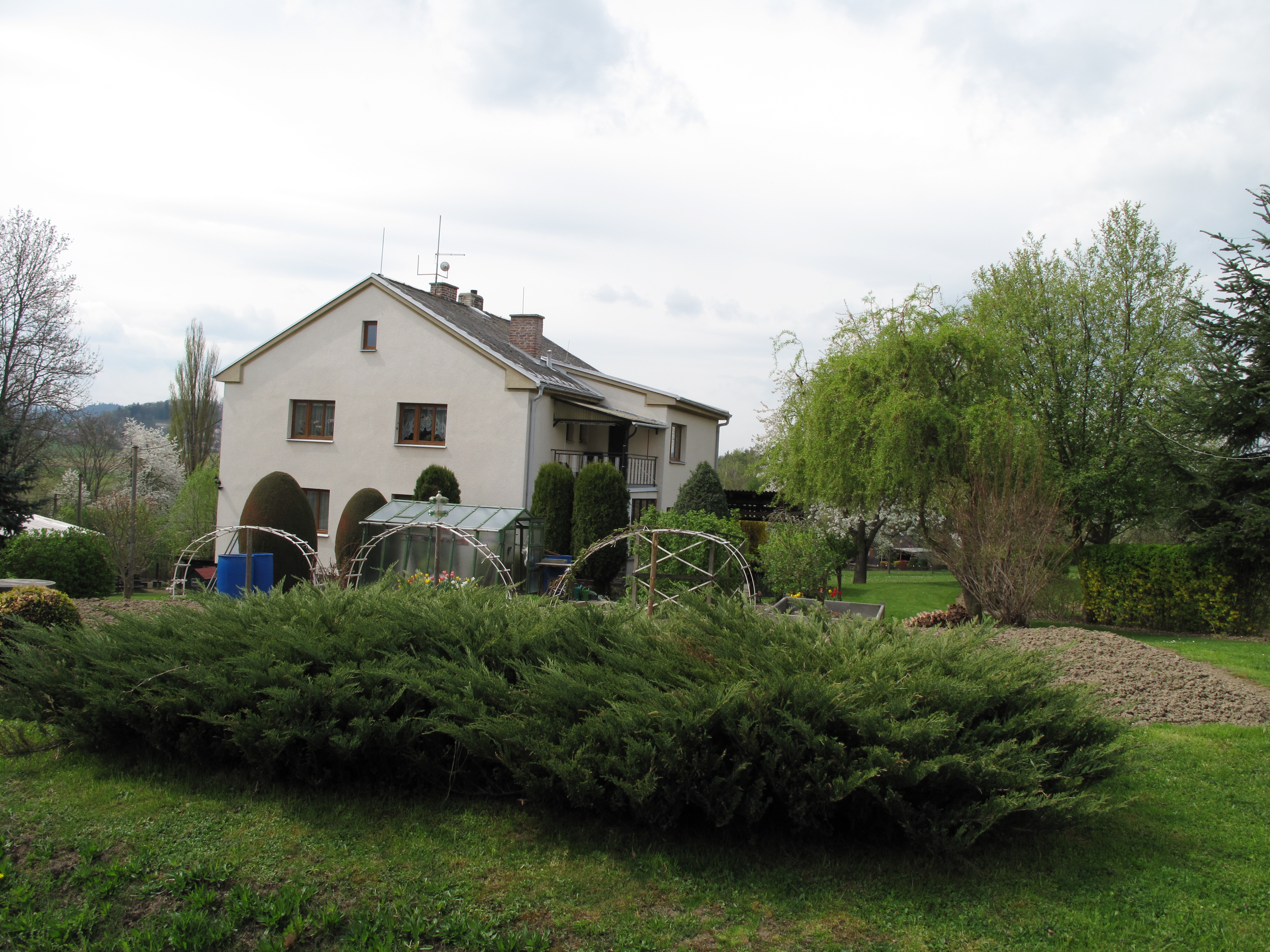
Místní dům
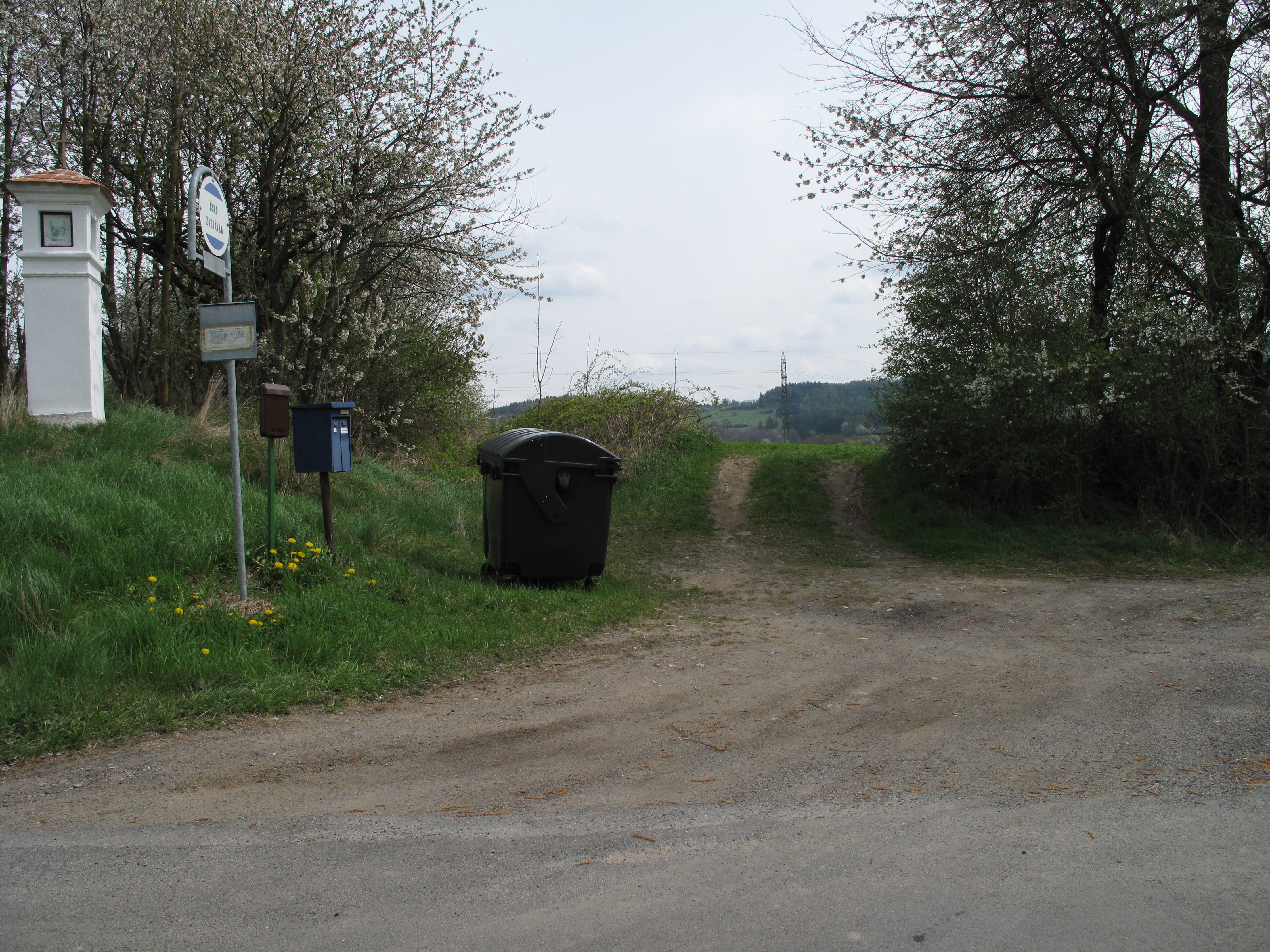
Autobusová zastávka